# Troglomyces
Troglomyces — рід грибів родини Laboulbeniaceae. Назва вперше опублікована 1932 року.

## Класифікація
До роду Troglomyces відносять 7 видів:
- Troglomyces bilabiatus
- Troglomyces botryandrus
- Troglomyces manfredii
- Troglomyces pusillus
- Troglomyces rossii
- Troglomyces triandrus
- Troglomyces twitteri